# シャドウ (小説)
『シャドウ』 (Who's the shadow?)とは、道尾秀介による日本の推理小説。第7回本格ミステリ大賞受賞作。
2007年、このミステリーがすごい!で第3位、本格ミステリベスト10で第6位、週刊文春ミステリーベスト10で第10位にランクインした。
本作は「向日葵の咲かない夏」に寄せられた読者からの言葉への作者なりの回答であり、同作で伝え切れなかったことを伝えるつもりで執筆された作品である。

## あらすじ
人は、死んだらどうなるの? ――いなくなるのよ――いなくなって、どうなるの? ――いなくなって、それだけなの――。
小学5年生の我茂凰介は、進行性の癌で母・咲江を亡くす。それから間もなくして、幼なじみの亜紀の母親で咲江とも親友だった恵が、夫の勤める病院の屋上から飛び下り自殺、亜紀は交通事故に遭い、凰介の父親・洋一郎もまた異常を来していく。家族の幸せを願う鳳介が行き着く結末とは……。

## 登場人物
我茂 凰介（がも おうすけ）
小学5年生。
東海道線の平塚駅からバスで10分程相模湾に近づいた場所にある10階建ての古いマンションの5階に父・洋一郎と共に住んでいる。母が嫌うものを自分も無条件で嫌ってしまう傾向がある。
我茂 洋一郎（がも よういちろう）
凰介の父。44歳。相模野医科大学病院に勤務している。
咲江の死後、ムンクの『叫び』の複製画を買い、寝室に飾るようになった。
我茂 咲江（がも さきえ）
洋一郎の妻、凰介の母。
洋一郎とは大学在学中に結婚し、同時に大学は中退した。結婚後すぐに癌が見つかったが、適切な治療を続け、再発の可能性が低くなった結婚5年目に凰介を出産することができた。その後、都内の小学校でスクールカウンセラーをしていたが、再び癌が再発して内臓全体に広く転移し、3年前に帰らぬ人となった。
愛読書は宮沢賢治の短編集『銀河鉄道の夜』で、その中でも「よだかの星」を何度も繰り返し読んでいた。
水城 徹（みずしろ とおる）
洋一郎の大学時代からの同級生。一浪しているため年齢は洋一郎より1つ上で今年45歳。相模野医科大学研究員。家庭は冷え切っていた。
自室は防音施工がしてあり、外部の音を完全にシャットアウトできる。
水城 恵（みずしろ めぐみ）
徹の妻。咲江とは大学時代の同級生。
自分と咲江が大学に入学した時、徹や洋一郎が院生だったことの名残で、いまだに洋一郎のことを「先生」と呼ぶ。咲江に薦められ、『よだかの星』を好きになった。
保険のセールスレディとして働いていたが、徹が勤務している相模野医科大学研究棟の屋上から飛び下り自殺した。
水城 亜紀（みずしろ あき）
水城夫妻の一人娘。凰介とは同じ小学校に通う同級生で幼馴染み。
凰介たちが暮らすマンションから歩いて5分程の新築高級マンションの10階に2年前から住んでいる。
小さい頃から髪の毛は短くしていて、一度も伸ばしたことがない。自分が「女」であることに嫌悪感を抱いている。
原野 房江（はらの ふさえ）
鳳介の伯母。
咲江の実姉だが、2人は顔も声も体格もまったく似ていない。
田地 宗平（たじ そうへい）
洋一郎と水城の大学時代の恩師で、当時は医学部長を務めていた。現在は相模野医科大学で講義をしたり、大学病院で精神科の非常勤医として働いている。
頭はつるつるで、サンタクロースのような白髭をたくわえている。「きっと、きっとだ」「できる、できるとも」というように、言葉を重ねて強調する癖がある。
小山（こやま）
凰介のクラスメイト。亜紀のことが好き。
竹内 絵美（たけうち えみ）
洋一郎と水城の大学時代の同級生。都内の研究機関を経て、現在は相模野医科大学の精神科医。
洋一郎が咲江と結婚する前、一時期付き合っていた。
隈島（くまじま）
平塚署の刑事。大柄で眼が小さい。
西尾（にしお）
凰介の担任教師。
岩槻（いわつき）
亜紀の担任男性教師。あだ名は“ザビエル”。

## 書籍情報
- 単行本：東京創元社『ミステリ・フロンティア』、2006年9月29日、ISBN 978-4-488-01734-7
- 文庫本：創元推理文庫、2009年8月14日、ISBN 978-4-488-49601-2、解説・新保博久

## オーディオブック
2017年1月、オトバンクのオーディオブック配信サービスの「FeBe」（現在のaudiobook.jp）でオーディオブックが配信された。
キャスト
- 我茂洋一郎：森田則昭
- 我茂凰介：赤﨑千夏
- 水城亜紀：甘束まお
- 水城徹：マンモス西尾
- 水城恵：松宮可奈
- 田地：石川匠
- 竹内：山名枝里子
- 隅島：広田みのる
- 小山：内田愛美
- 朗読：鈴木崚汰